# 联合造船集团

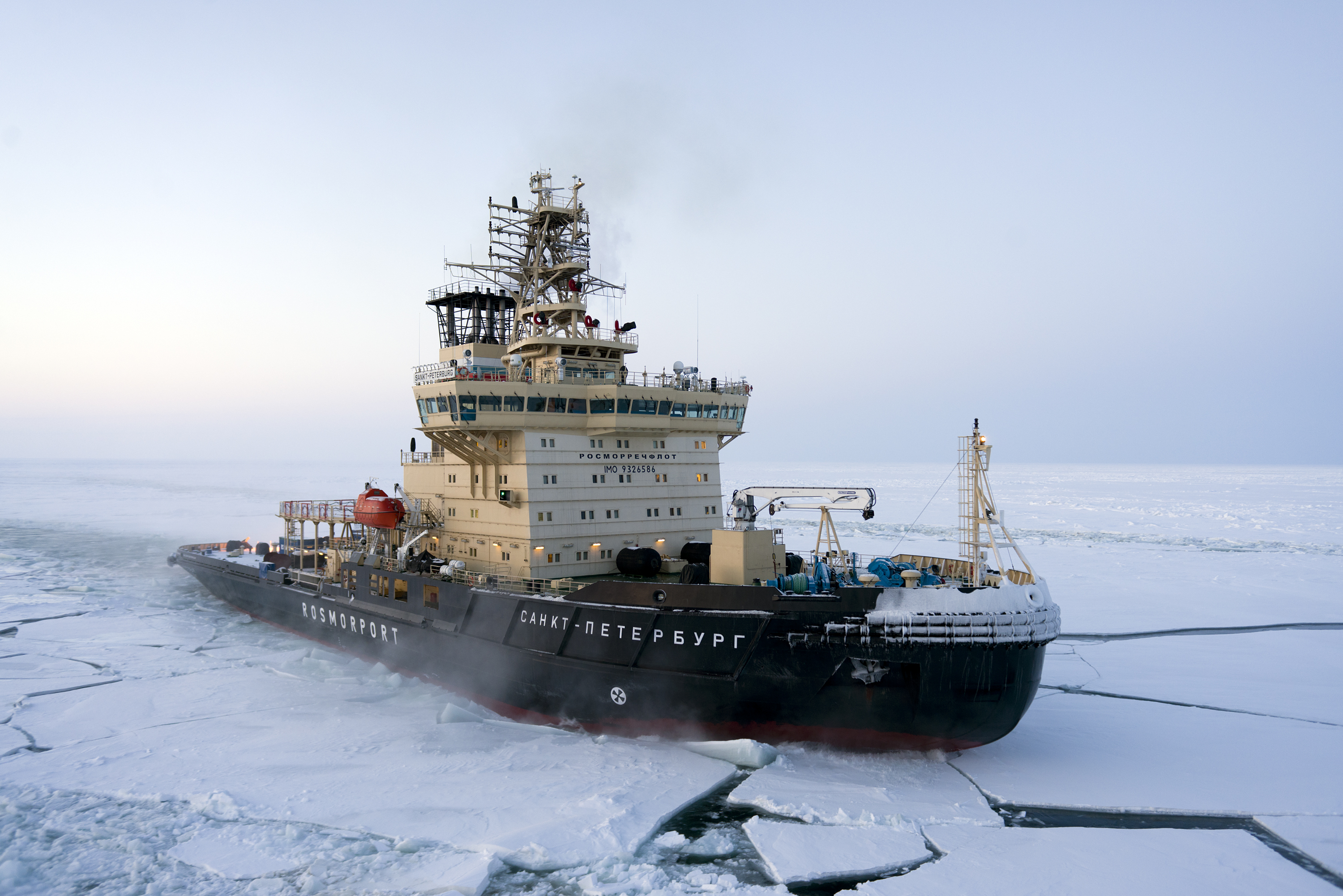
圣彼得堡号破冰船

联合造船集团公司（俄语：АО «Объединённая судостроительная корпорация»，简称），是俄罗斯的一家开放式股份公司。成立于2007年3月21日，2007年11月中旬完成注册。总部位于圣彼得堡市，俄羅斯政府拥有该公司100%的股份。
联合造船集团是俄罗斯大型造船企业，包括造船厂、修船厂和设计局等50家下属企业。

## 历史
俄罗斯联合造船集团公司是根据弗拉基米尔·普京签署的2007年3月21日俄罗斯总统令《关于开放式股份公司联合造船公司》正式成立的。设立该公司的目的是巩固和发展俄罗斯国防工业，保障国家海洋安全和防御系统。在开发、生产、建造、修理、维护战舰和潜艇项目的同时，大力发展民用造船工业，开发世界海运市场。
2008年5月召开第一次董事会议，謝爾蓋·納雷什金当选首任董事会主席。2008年，该公司亏损了90亿卢布，2009年净利润达到9200万卢布。
2017年3月22日，联合造船集团公司与上海振华重工（集团）股份有限公司签署了合作与联合行动的谅解备忘录，将在造船和船舶配套设备生产领域展开合作。

## 子公司
联合造船集团公司目前拥有若干个区域子公司：
- 北方造船及维修中心（位于北德文斯克）
- 西部造船中心（位于圣彼得堡和加里宁格勒）
- 远东造船和修船中心（位于符拉迪沃斯托克）
- 南部造船和修船中心（位于阿斯特拉罕）

## 领导人物

### 董事会
联合造船集团公司归俄羅斯聯邦政府所有。也就是说国家拥有该公司100%的股份。其董事会成员由俄羅斯聯邦政府决定选举产生，代表国家行使权力，任期12个月。
董事会主席
- 謝爾蓋·納雷什金（2007年－2008年）[6]
- 伊戈尔·谢钦（2008年5月－2011年10月）
- 弗拉基米尔·利辛（2011年10月6日－2012年6月）[7]
- 弗拉季斯拉夫·普季林（2012年6月－2013年）
- 安德烈·杜托夫（2013年8月－2014年7月）
- 谢尔盖·弗兰克（2014年10月－2015年9月）[8]
- 丹尼斯·曼图罗夫（2015年9月15日－2018年）[9]
- 格奥尔基·波尔塔夫琴科（2018年12月－）[10]

### 总裁
- 弗拉基米尔·帕霍莫夫（2008年8月－2009年10月）[11]
- 罗曼·特罗岑科（2009年10月－2012年7月1日）[12]
- 安德烈·季亚奇科夫（2012年6月－2013年5月）[13]
- 弗拉基米尔·什马科夫（2013年5月24日－2014年6月5日）
- 阿列克谢·拉赫马诺夫（2014年6月－）

2019年11月，公司决定改组。拉赫马诺夫改任首席执行官。